# 拉斯塔德灣
拉斯塔德灣（英語：Rustad Bay），是南極洲的海灣，位於南喬治亞群島的安年科夫島西南部，由英國南極名稱諮詢委員會命名，由英國海外領土管轄。